# ولسوالی تنی
تَنی یکی از ولسوالی‌های ولایت خوست در جنوب خاوری افغانستان است با جمعیت نزدیک به ۶۷٬۰۹۶ نفر.

## منبع‌ها
- مشارکت‌کنندگان ویکی‌پدیا. «Khost Province». در دانشنامهٔ ویکی‌پدیای انگلیسی، بازبینی‌شده در ۴ اسفند ۱۳۹۰ خورشیدی.